# بريكي
بريكي (بالصربية: Предраг Радосављевић)‏ (بالإنجليزية: Preki)‏ (مواليد 24 يونيو 1963) هو لاعب كرة قدم. يلعب مع منتخب الولايات المتحدة الأمريكية لكرة القدم. سبق له أن لعب في كأس العالم لكرة القدم مع منتخب بلاده.

## روابط خارجية
- بريكي على موقع الدوري الأمريكي (الإنجليزية)
- بريكي على موقع قاعدة بيانات كرة القدم.إي يو (الإنجليزية)
- بريكي على موقع ناشيونال فوتبول تيمز (الإنجليزية)
- بريكي على موقع Soccerway.com (الإنجليزية)
- بريكي على موقع عالم كرة القدم.نت (الإنجليزية)